# 돌아온 왼손잡이
"돌아온 왼손잡이"는 1968년 공개된 대한민국의 영화이다.

## 배역
- 박노식
- 김지미
- 허장강
- 최봉
- 서영춘
- 양훈
- 김청자